# 马瑞强
马瑞强（1983年—），内蒙古乌拉特中旗人，汉族，中华人民共和国政治人物、第十二届全国人民代表大会内蒙古地区代表。
毕业于中国农业大学微生物学专业，加入。2013年，被选为全国人大代表。